# Hard to Die
Hard to Die (también conocida como Tower of Terror) es una película de comedia acción estadounidense de 1990 escrita por Mark Thomas McGee y James B. Rogers, dirigida por Jim Wynorski, y protagonizada por Gail Harris y Melissa Moore. La película cuenta con una historia similar y muchas de las mismas actrices de la película anterior de Wynorski Sorority House Massacre II. La película fue lanzada como una película directo a vídeo en 1990, pero se estrenó en los cines en 1992 con el nombre de Tower of Terror y recibió una calificación NC-17.

## Argumento
Un grupo de chicas está a punto de experimentar la noche más aterradora de su vida, atrapadas en un rascacielos abandonado, con un asesino enloquecido bajo sus talones. Pronto sus inocentes deberes de horas extras se convierten en una noche llena de acción de terror y suspenso - sin embargo, optan por desafiar las probabilidades y luchar dejando sus miedos atrás, convirtiéndose en una lucha a muerte.

## Reparto
- Gail Harris como Dawn Grant (como Robyn Harris)
- Karen Mayo-Chandler como Diana (como Lindsay Taylor)
- Deborah Dutch como Jackie (como Debra Dare)
- Melissa Moore como Tess
- Bridget Carney como Shayna
- Toni Naples como Sargento Phyllis Shawley (acreditada como Karen Chorak)
- Jürgen Baum como Teniente Mike Block
- Bob Sheridan como Policía In Lobby
- Carolet Girard como Fifi Latour
- Peter Spellos como Orville Ketchum
- Don Key como Brad Plympton
- Forrest J Ackerman como Dr. Ed Newton
- James B. Rogers como Mensajero (como J.B. Rogers)
- Domonic Muir como Larry Bronkowski
- Eric Baum como Agente
- Amelia Sheridan como Helga
- Don Peterson como esposo porno
- Kelli Maroney como esposa porno (como D. Mason Keener)
- Greg Lauoi como camarógrafo pornográfico
- Cirsten Weldon como novia del Agente